# William Copeland
William Copeland (Arendaal, 10 januari 1834 - 11 februari 1902) was een Noors-Amerikaanse bierbrouwer. In 1869 richtte hij de Spring Valley Brewery op in Yamate, Yokohama, Japan.
Spring Valley Brewery was een van de eerste bierbrouwerijen in Japan en werd in 1907 de oprichtingsplaats van Kirin Brewery Company, een van de grootste binnenlandse bierproducenten van Japan.

## Vroeg leven
Copeland werd geboren als Johan Martinius Thoresen in Arendal in Noorwegen. In de jaren 40 van de 19e eeuw werkte Copeland vijf jaar als leerling van een Duitse brouwer, die een paar straten bij hem vandaan woonde. Vervolgens emigreerde hij naar de Verenigde Staten, waar hij zijn naam veranderde in William Copeland.

## Werk in Japan
Nadat hij in 1864 naar Yokohama was verhuisd, werkte Copeland eerst in de zuivelindustrie en zette hij in 1869 de Spring Valley Brewery op. De brouwerij stond op de plek van een natuurlijke bron, naast de Amanuma vijver en onder het Yamate gebied, waar hij een grot van 210 meter in de berg maakte en de lage vaste binnentemperatuur gebruikte om het bier te laten rijpen. Nadat Louis Pasteur pasteurisatie uitgevonden had, paste Copeland deze nieuwe techniek snel toe. Copeland produceerde drie verschillende soorten bier: een lager, een Bavariaans bier, en een Bavariaans Bock bier. Zijn bier werd in vaten verkocht aan lokale kroegen en een kleine hoeveelheid bier werd in flesjes aan de inwoners van Yamate verkocht. Vervolgens werd het bier verscheept naar Tokio en Nagasaki. Copeland ging terug naar Noorwegen en trouwde met Anne Kristine Olsen in 1872. Ze woonden samen in Japan, maar Anne werd ziek en overleed zeven jaar later. Hoewel Copeland een getalenteerd bierbrouwer was, was hij een slechte manager. In 1884 werd Spring Valley Brewery publiekelijk geveild.
Met de hulp van de Schotse handelaar Thomas Blake Glover, werd de Spring Valley Brewery in 1885 verkocht aan een groep Japanse investeerders en omgedoopt tot The Japan Brewery. De Duitse bierbrouwer Hermann Heckert werd ingehuurd om toezicht te houden op de productie. Glover speelde ook een grote rol in het sluiten van een overeenkomst met Meidi-ya voor de heropening van de brouwerij als Kirin Beer in mei 1888.
William Copeland's graf, dat wordt onderhouden door de Kirin Brewery Company, ligt op de begraafplaats voor buitenlanders in Yamate, Yokohama. Op de plaats van de Spring Valley Brewery staat nu de Kitagata basisschool. De monumenten en waterputten die aan de rand van het schoolterrein staan zijn nog een aandenken aan het verleden.

## Wederopstanding van de Spring Valley Brewery
In juli 2014 kondigde Kirin Company aan de Spring Valley Brewery weer terug te brengen als dochteronderneming, die zich moet gaan richten op het produceren en verkopen van bieren in de stijl van de microbrouwerij, waarbij gebruik gemaakt wordt van traditionele ingrediënten en brouwmethoden.